# 333P/LINEAR
333P/LINEAR è una cometa periodica: il suo periodo ed i suoi elementi orbitali la porterebbero ad essere inserita nella famiglia delle comete gioviane ma a causa della sua inclinazione retrograda è inserita nella famiglia delle comete halleidi. L'11 gennaio 2068 la cometa giungerà a circa 27 milioni di km dalla Terra, quasi la minima distanza teorica (MOID).